# Крят Максим Олексійович
Максим Олексійович Крят (9 грудня 1984, Львів, Українська РСР, СРСР) — український і казахський тріатлоніст. У складі збірної України — бронзовий призер чемпіонату світу. Багаторазовий переможець змагань класу «Ironman 70.3». Майстер спорту України міжнародного класу (2003).

## Біографічні відомості
Народився в спортивній родині: мама займалася стрільбою з лука і спортивної гімнастикою, батько — майстер спорту СРСР з велоспорту, механік збірної Радянського Союзу. В дитинстві відвідував секції фехтування, тенісу і баскетболу. З 13-ти років займався велоспортом. Через декілька років залишився без тренера, який поїхав на заробітки за кордон і перекваліфікувався в тріатлон. У багатоборстві його першим тренером став Ігор Олександрович Іщук. В 17 років виконав норматив майстра спорту. 2003 року став бронзовим призером чемпіонату світу в естафеті (разом з Володимиром Турбаєвським і Андрієм Глущенком).
У 24 роки переїхав до США. 2011 року був п'ятим у світовій кваліфікації на дистанції «Ironman 70.3». У червні став першим переможцем на цих змаганнях серед атлетів з пострадянського простору (у місті Нью-Гемпшир). 2012 входив до десятки найкращих на етапах «Ironman». Певний час виступав в одній професіональній команді з Віктором Земцевим і Тамарою Козуліною.
Після завершення активних виступів переїхав до Казахстану, обіймає посаду генерального секретаря національної федерації.